# 니와 나가아키

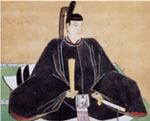

니와 나가아키(일본어: 丹羽長祥, 1780년 11월 18일 ~ 1813년 9월 19일)는 일본 에도 시대의 다이묘로, 니혼마쓰번의 8대 번주이다. 나가아키라로도 불린다. 어릴적 이름은 나베타로(鍋太郎)이며, 관위는 종4위하, 사쿄노다이부(左京大夫)이다.
선대 번주 니와 나가타카의 장남으로 태어났다. 1796년, 아버지가 죽으면서 번주직을 계승하였다. 아버지의 개혁 정책을 유지하여 책임자로 가로 나리타 요리야스를 연임시켰다. 문무를 장려하고 농촌을 진흥하는 데에 힘썼으며, 니혼마쓰 반코야키(万古焼), 가와사키 종이, 히라이시 다타미, 오히라 곶감 등의 특산물이 이때 탄생하였다. 그 외에도 양잠업을 장려하고 말 시장, 비단 시장 등을 개설하였다. 그러나 재해와 치수 공사 등으로 번의 재정 부담은 계속되었다. 1813년, 34세의 나이로 니혼마쓰 성에서 사망하였고, 장남 나가토미가 그 뒤를 이었다.